# 比氏樸麗魚
比氏樸麗魚，為輻鰭魚綱鱸形目隆頭魚亞目慈鯛科的其中一種，被IUCN列為極危保育類動物，分布於非洲Nabugabo湖流域，體長可達11.8公分，棲息在沿岸沙泥底質的淺水域，屬雜食性，以水生昆蟲、植物等為食，生活習性不明。

## 擴展閱讀
維基物種上的相關：比氏樸麗魚